# 第109独立領土防衛旅団 (ウクライナ領土防衛隊)
第109独立領土防衛旅団（だい109どくりつりょうどぼうえいりょだん、ウクライナ語: 109-та окрема бригада територіальної оборони）は、ウクライナ領土防衛隊の旅団。東部作戦管区隷下。

## 概要

### ドンバス戦争
2018年7月1日、ドンバス戦争の影響に伴い、ウクライナ領土防衛隊の動員が開始され、ドネツィク州で創設された。

### ロシアのウクライナ侵攻
2022年2月24日、ロシアのウクライナ侵攻で東部ドネツィク州の主要都市に配備され、アウディーイウカ、ヴォルノヴァーハ、マリンカ、リマンを防御した。

#### 東部・マリウポリ戦線
2022年2月24日、旅団司令部、第107独立領土防衛大隊が東部ドネツィク州マリウポリに配備され、第36独立海軍歩兵旅団、第12特務旅団、アゾフ連隊と共に防御したが、ロシア軍に包囲されて5月にマリウポリは陥落した。

#### 東部・バフムート戦線

第109旅団旗

2022年2月24日、第104独立領土防衛大隊が東部ドネツィク州バフムート地区に配備され、11月までバフムートを防御した。

#### 東部・北ドネツク戦線
2022年9月、第106独立領土防衛大隊が東部ドネツィク州クラマトルシク地区に再配置され、第66独立機械化旅団と共に攻勢を開始し、リマンを解放した。

#### 東部・スヴァトヴェ-クレミンナ戦線
2023年1月、第104独立領土防衛大隊が東部ルハーンシク州セヴェロドネツィク地区に再配置され、クレミンナ方面を防御した。

#### 東部・南ドネツク戦線
2023年2月、東部ドネツィク州ヴォルノヴァーハ地区に配備され、ヴフレダール方面を防御した。

#### 東部・アウディーイウカ戦線
2024年1月、東部ドネツィク州ポクロウシク地区に再配置され、アウディーイウカ北のオチェレティネ方面を防御した。

## 編制
- 旅団司令部（マリウポリ）
- 第104独立領土防衛大隊（バフムート）
- 第105独立領土防衛大隊（ヴォルノヴァーハ）
- 第106独立領土防衛大隊（クラマトルスク）
- 第107独立領土防衛大隊（マリウポリ）
- 第108独立領土防衛大隊（マリンカ）
- 第109独立領土防衛大隊（ポクロウシク）

- 火力支援中隊
- 迫撃砲中隊
- 対破壊工作中隊
- 戦闘・後方支援隊
- 衛生隊
- 無人機中隊 ムラマサ